# Рог (музыкальный инструмент)
Рог — духовой мундштучный музыкальный инструмент. Один из древнейших сигнальных инструментов. Изготовлялся из бивней или рогов животных. Первоначально выполнял ритуальные функции, применялся охотниками (рог охотничий), пастухами (рог пастушеский), сторожами, воинами. В эпоху позднего средневековья стал использоваться как музыкальный инструмент. Рог охотничий — прямой предшественник горна и валторны.
Рог принадлежит многим народам, в том числе и русским.

## Олифан в Западной Европе
В Средние века рог служил для подачи сигналов во время охоты. Атрибутом богатейших феодалов и монархов были роги из слоновой кости — олифаны в серебряной оправе, часто украшенные изысканной резьбой. Неслучайно один из старейших династических орденов Европы носил название ордена Охотничьего Рога.
Наибольшей славой пользовался рог Роланда, по преданию, хранившийся в тулузской базилике святого Сатурнина. Во время Ронсевальского боя умирающий герой, согласно «Песне о Роланде», при помощи олифана призвал на помощь рать Карла Великого.

## Рог восточных славян

Рог из бересты

Рог является русским народным музыкальным инструментом. Изготавливается из рога животного или из дерева, с коротким, нередко искривлённым стволом. Существуют разновидности: рог пастушеский, рог ратный и рог охотничий.
У украинцев (укр. ріг), как и у русских, это преимущественно пастушеский сигнальный инструмент. В прошлом им пользовались также во время колядок: один из колядовщиков шёл впереди и подавал сигнал о приближении процессии. В конце XX века он постепенно выходит из употребления и в настоящее время встречается только на Западной Украине.
Белорусские пастухи пользовались рогом как сигнальным инструментом.
Русский охотничий рог обычно изготавливался из меди. Княжеские и боярские егери использовали рожки в псовой охоте, а также составляли из них небольшие ансамбли для исполнения народных песен. Во второй половине XVIII века из рожков был создан русский роговой оркестр.
Пастушеский рог (рожок) — народный русский духовой инструмент, представляющий собою трубку в виде длинного усечённого конуса, в узкий конец которого вставляется деревянный мундштук. Пастушеские рога могли делаться из бересты (Архангельская губерния) или из ольхи (Тверская губерния). Искусство пастушечных наигрышей существовало в русских сёлах ещё в середине XX века. В XIX веке к пастушьим рожкам относили и жалейку.
Рог ратный — древнерусский инструмент, сигналы которого использовались для передачи сообщений. Его упоминание встречается ещё в русских былинах.